# Bongor
Bongor (in arabo بونقور) è una città e comune del Ciad occidentale, capoluogo della provincia di Mayo-Kebbi Est e del proprio dipartimento. Aveva una popolazione di 30 518 abitanti nel 2010.

## Geografia fisica
Bongor si trova sulla sponda orientale del fiume Logone. Durante la stagione delle piogge (maggio-settembre) il fiume è navigabile da Bongor a N'Djamena, capitale del paese. Dall'altro lato del fiume c'è la città camerunese di Yagoua.

## Storia
Bongor fu parte del Camerun Tedesco fino al trattato franco-tedesco del 1911. Nel 1904 l'ufficiale coloniale tedesco Herbert Kund stabilì una stazione militare nel villaggio, momento dal quale inizia la storia moderna del centro abitato.
Bongor è stato un importante centro di istruzione secondaria sin dal periodo coloniale. Il Lycée Jacques Modeina è stato frequentato da molti dei leader politici che portarono all'indipendenza del paese dall'Africa Equatoriale Francese. I principali gruppi indigeni sono i Massa ed i Peul.

## Economia
La città ha una vitale piazza centrale del mercato (il giorno principale del mercato è il lunedì), un aeroporto, un ufficio postale, un ospedale e gli uffici dell'amministrazione regionale e distrettuale. Vi si trova anche un hotel, sulle rive del Logone.
Cotone e riso sono i raccolti principali della zona.

## Amministrazione

### Gemellaggi
- Gandia  Spagna

## Galleria d'immagini

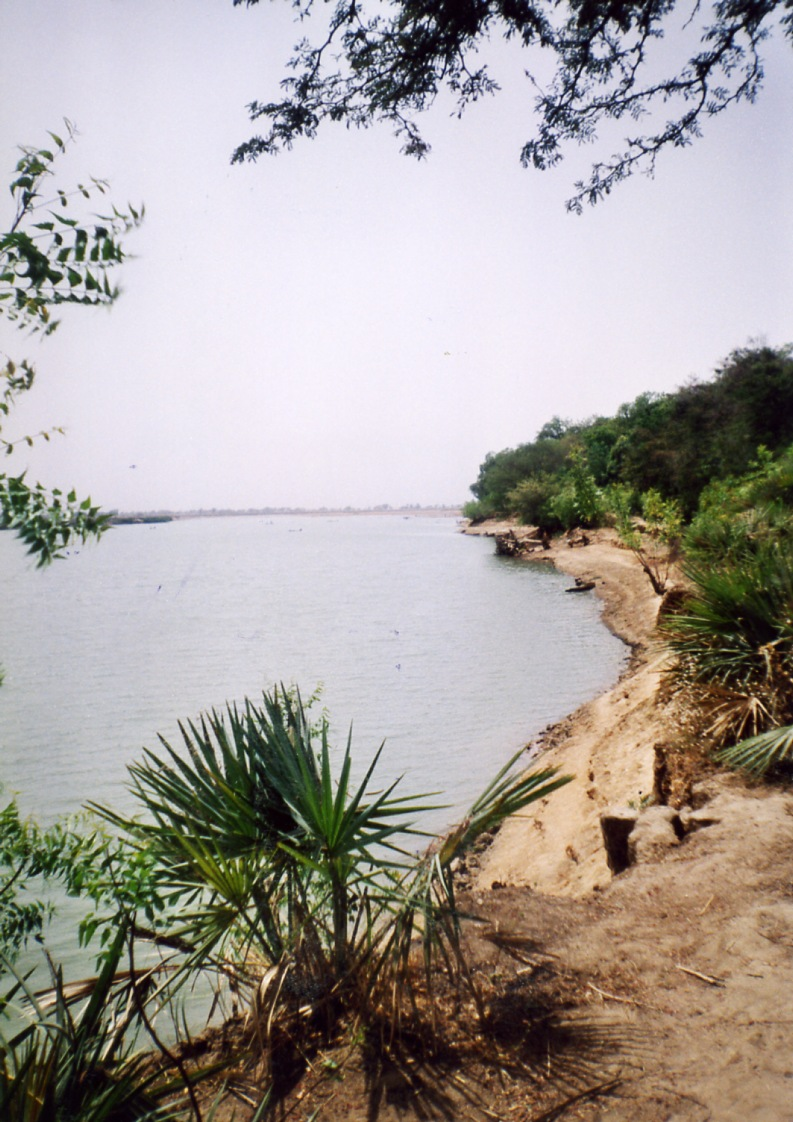
Fiume Logone a Bongor in aprile
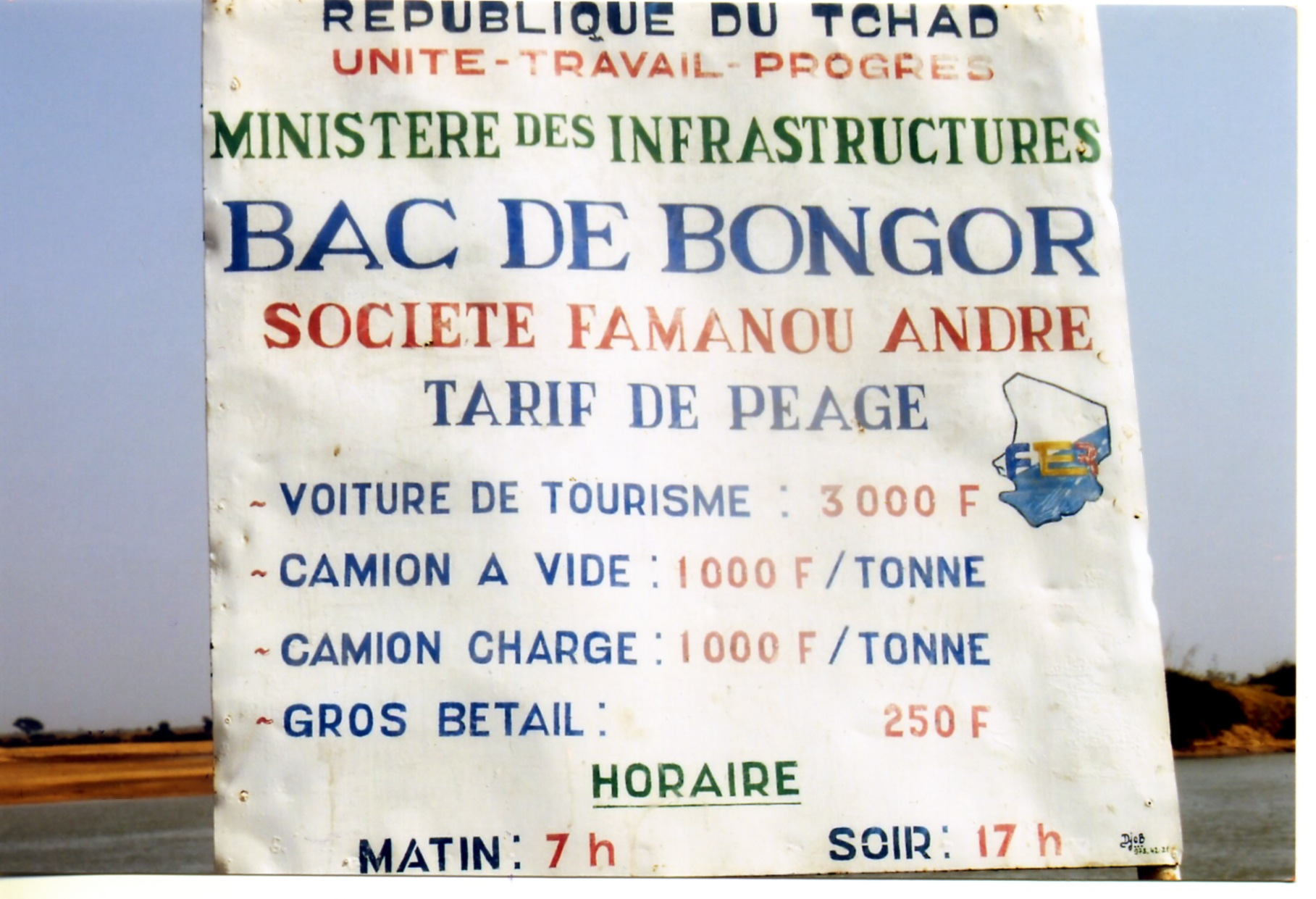
Avviso del servizio di Chiatta sul fiume Logone a Bongor
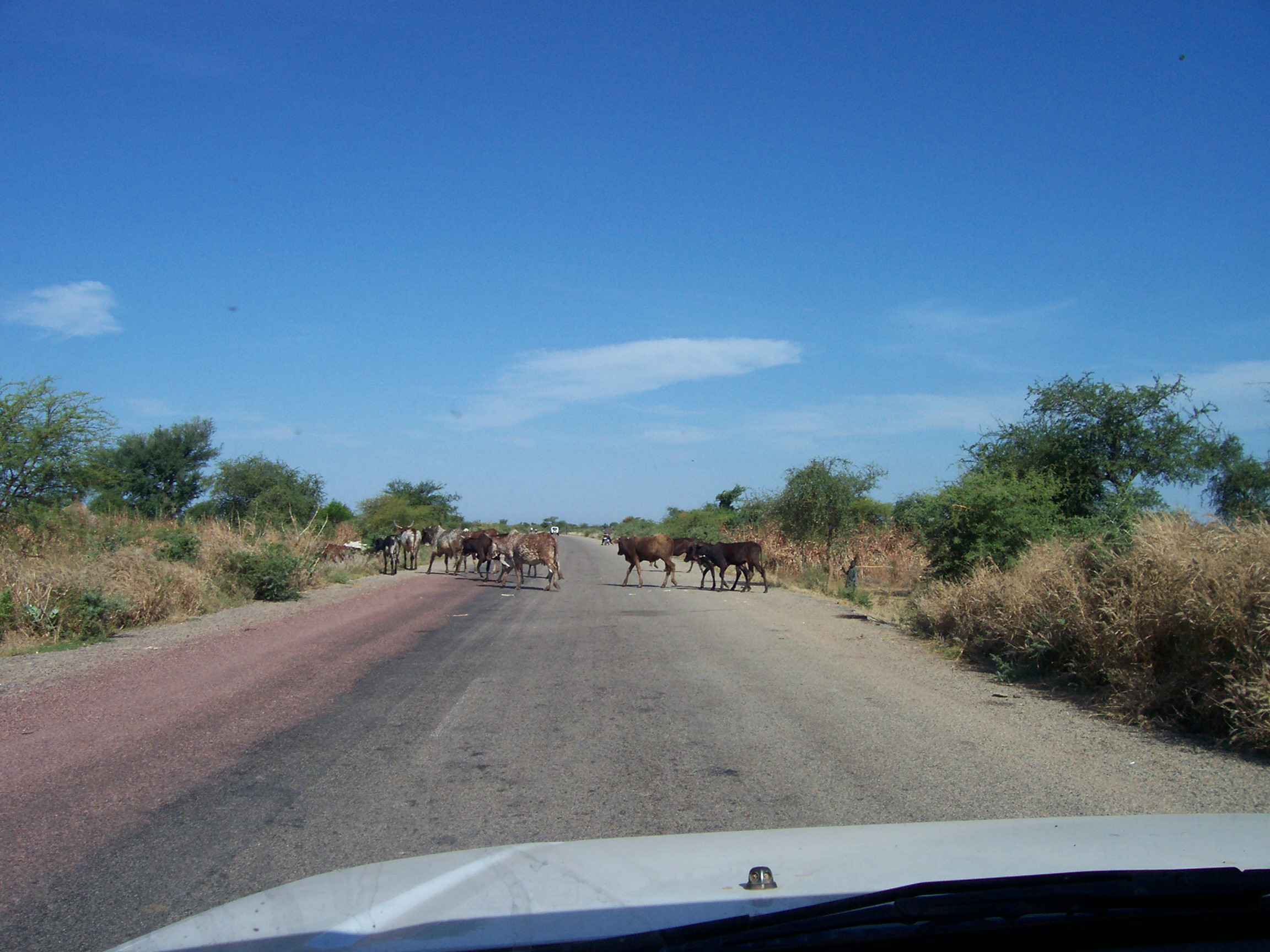
Strada asfaltata da Kélo a Bongor
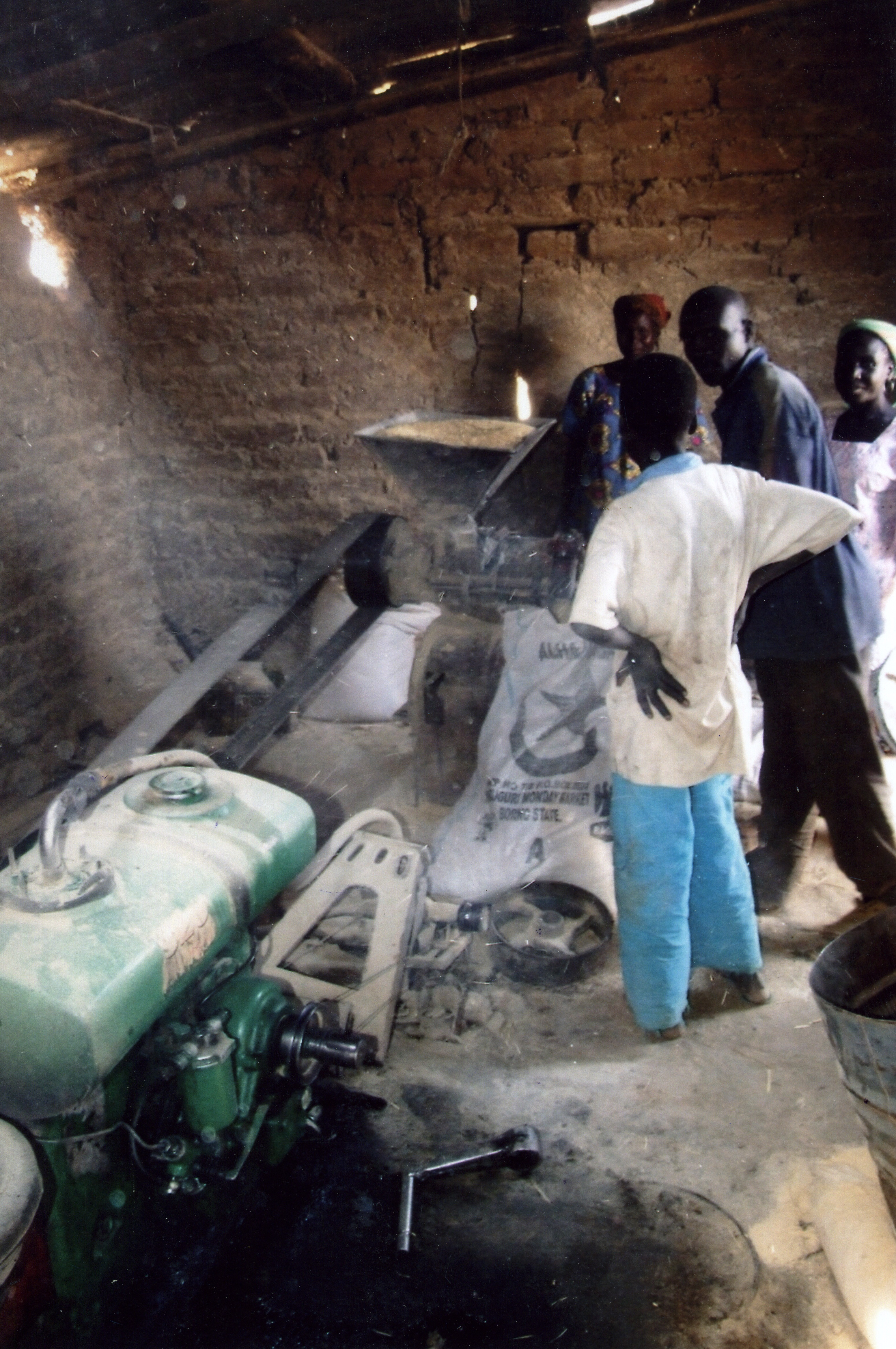
Lavorazione del riso a Bongor